# Heroes of Mana
Heroes of Mana, известная в Японии как Seiken Densetsu: Heroes of Mana (яп. 聖剣伝説 HEROES of MANA, «Легенда о святом мече: Герои маны») — японская тактическая ролевая игра, разработанная студией Brownie Brown для портативного устройства Nintendo DS и выпущенная в 2007 году компанией Square Enix. Изначально издавалась исключительно в Японии, но через несколько месяцев последовали релизы для Северной Америки и PAL-региона. Представляет собой спин-офф серии Mana и последнюю игру, вышедшую под эгидой World of Mana.

## Игровой процесс
В отличие от большинства предыдущих игр серии, Heroes of Mana относится к жанру стратегической ролевой игры, элемент экшн практически исчез. Игрок управляет происходящим с помощью тач-скрина, в реальном времени контролирует своё войско, которое сражается с группой противников, управляемых искусственным интеллектом. Кроме героев, в боях могут использоваться призываемые монстры, условия победы в каждом случае разные, чаще всего — перебить всех врагов. В ходе прохождения открываются новые юниты, появляются новые предметы и различные бонусы, облегчающие дальнейшие уровни. Помимо основной сюжетной линии, присутствуют также 26 бонусных необязательных миссий, но их прохождение возможно только в случае задействованной системы Heroes Ranking. Предусмотрен режим многопользовательской игры через сервис Nintendo Wi-Fi Connection.

## Сюжет
События игры разворачиваются за несколько лет до начала истории Seiken Densetsu 3, в центре сюжета — члены педданской армии, которые выполняют боевое задание на воздушном корабле и терпят крушение посреди вражеской территории.

## Разработка
Впервые о разработке Heroes of Mana стало известно в сентябре 2006 года, когда о ней на своих страницах сообщил журнал Famitsu, чуть позже состоялась официальная презентация на выставке Tokyo Game Show. В создании игры принимали участие многие авторы предыдущих частей серии, в частности, продюсер Коити Исии, сценарист Масато Като и художник Рёма Ито. Костяк команды разработчиков составили сотрудники студии Brownie Brown, ранее создавшие похожую стилистически Sword of Mana. Бессменный идеолог серии Исии возлагал на игру большие надежды, считая, что она сможет открыть японской аудитории такой жанр как стратегия в реальном времени, представленный здесь скудным набором игр. Музыку для саундтрека написала пианистка Ёко Симомура, известная поклонникам серии по музыкальному ряду к Legend of Mana. Некоторые из композиций были включены впоследствии в её сборник Drammatica: The Very Best Works of Yoko Shimomura.

## Критика
| Сводный рейтинг | Сводный рейтинг |
| Агрегатор       | Оценка          |
| --------------- | --------------- |
| GameRankings    | 65,10 %         |

Игра не имела большого коммерческого успеха, продажи в Северной Америке, по состоянию на ноябрь 2007 года, составляли всего лишь 50 тысяч копий, тогда как в Японии на ноябрь 2008 года было продано 98 тысяч экземпляров. Японский журнал Famitsu дал ей 32 балла из 40. Американский Nintendo Power присвоил оценку 6,5 по десятибалльной системе, похвалив отличную для РТС основу. Портал IGN остановился на восьми баллах, назвав Heroes of Mana первой стратегией в реальном времени для Nintendo DS (хотя в действительности таковой является вышедшая годом ранее LostMagic). В целом отзывы получились смешанными, о чём свидетельствует агрегатор рецензий Metacritic, выставивший рейтинг в 65 %.